# Bernard Rogers
Bernard Rogers (* 4. Februar 1893 in New York City; † 24. Mai 1968 in Rochester/New York) war ein US-amerikanischer Komponist.

## Leben und Wirken
Rogers studierte bei Arthur Farwell, Ernest Bloch, Nadia Boulanger und Frank Bridge. Von 1929 bis 1967 unterrichtete er Komposition an der Eastman School of Music in Rochester. Zu seinen Schülern zählten William Bergsma, David Diamond, Peter Mennin, John Diercks, Walter Hartley, Gardner Read, H. Owen Reed, Ulysses Kay und John Weinzweig.
Er komponierte fünf Opern, fünf Sinfonien und weitere Orchesterwerke, Kammermusik, drei Kantaten, Chorwerke und Lieder.
1947 wurde er in die American Academy of Arts and Letters gewählt.